# فهرست پرفروش‌ترین آلبوم‌ها در ایالات متحده آمریکا
این لیستی از پرفروش‌ترین آلبوم‌های ایالات متحده براساس گواهینامه انجمن صنعت ضبط موسیقی ایالات متحده آمریکا و ردیابی فروش ام‌آرسی دیتا است. معیارها این است که آلبوم باید منتشر شده باشد (از جمله انتشار خود توسط هنرمند)، و آلبوم باید حداقل از آرآی‌ای‌ای گواهی‌نامه الماس کسب کرده باشد. آلبوم‌های منتشر شده قبل از مارس ۱۹۹۱ باید فقط با واحدهای دارای گواهی آنها باشد، زیرا فروش نیلسن سانداسکن آنها کامل نیست.
تا فوریه ۲۰۱۶، گواهینامه‌های آلبوم شامل واحدهای «استریم صوتی و تصویری درخواستی و معادل فروش قطعه» هستند.
گروه‌بندی بر اساس معیارهای مختلف است. بالاترین میزان مربوط به حداقل ۲۰ میلیون واحد و کمترین آن مربوط به آلبوم‌های چند دیسک دارای حداقل ۱۰ برابر آلبوم‌های پلاتین و تک دیسک است که حداقل ۱۰ برابر پلاتین دارای گواهینامه هستند اما آمار فروش آنها کمتر از ۱۰٫۰۰۰٫۰۰۰ است. آلبوم‌ها به ترتیب واحدهای دارای گواهینامه، یا ارقام فروش در صورت موجود بودن، کمترین میزان و به ترتیب ذکر شده‌اند.
آلبوم‌های این لیست ابتدا بر اساس تعداد واحدها، سپس بر اساس جوایز پلاتین دریافت شده و در آخر بر اساس نام هنرمند و عنوان آلبوم ترتیب داده می‌شوند.

## بیشتر یا برابر با ۲۰ میلیون نسخه
| سال      | هنرمند      | آلبوم                    | ناشر          | محموله (فروش) | گواهینامه     |
| -------- | ----------- | ------------------------ | ------------- | ------------- | ------------- |
| ۱۹۷۶     | ایگلز       | بهترین‌هایشان (۱۹۷۱–۱۹۷۵) | اسایلم        | ۳۸٬۰۰۰٬۰۰۰    | ۳۸ × پلاتین ‡ |
| سال ۱۹۸۲ | مایکل جکسون | تریلر                    | اپیک          | ۳۳٬۰۰۰٬۰۰۰    | ۳۳ × پلاتین ‡ |
| ۱۹۷۶     | ایگلز       | هتل کالیفرنیا            | اسایلم        | ۲۶٬۰۰۰٬۰۰۰    | ۲۶ × پلاتین ‡ |
| ۱۹۸۰     | ای‌سی/دی‌سی   | سیاه‌پوش برگشتم           | آتلانتیک      | ۲۵٬۰۰۰٬۰۰۰    | ۲۵ × پلاتین ‡ |
| ۱۹۷۱     | لد زپلین    | لد زپلین ۴               | آتلانتیک      | ۲۳٬۰۰۰٬۰۰۰    | ۲۳ × پلاتین   |
| ۱۹۷۷     | فلیتوود مک  | شایعات                   | برادران وارنر | ۲۰۰۰۰۰۰۰۰     | ۲۰ × پلاتین   |

## ۱۵–۱۹ میلیون نسخه
| سال      | هنرمند                   | آلبوم                     | ناشر            | محموله (فروش) | گواهی‌نامه     |
| -------- | ------------------------ | ------------------------- | --------------- | ------------- | ------------- |
| ۱۹۸۷     | گانز ان روزز             | اشتها برای ویرانی         | گفن             | ۱۸٬۰۰۰٬۰۰۰    | ۱۸ × پلاتین   |
| ۱۹۹۰     | گارث بروکس               | بدون حصار                 | کاپیتول نشویل   | ۱۸٬۰۰۰٬۰۰۰    | ۱۸ × پلاتین ‡ |
| ۱۹۹۷     | Shania Twain             | بیا اینجا                 | مرکوری نشویل    | (۱۷٬۶۹۰٬۰۰۰)  | ۲۰ × پلاتین   |
| ۱۹۷۴     | Elton John               | عالی‌ترین بازدیدها         | پالیدور         | ۱۷٬۰۰۰٬۰۰۰    | ۱۷ × پلاتین ‡ |
| ۱۹۷۶     | بوستون                   | بوستون                    | سوابق حماسی     | ۱۷٬۰۰۰٬۰۰۰    | ۱۷ پلاتین     |
| ۱۹۹۱     | متالیکا                  | متالیکا                   | الکترا          | (۱۶٬۸۳۰٬۰۰۰)  | ۱۶ پلاتین     |
| ۱۹۷۷     | ساندترک / بی جیز         | تب شب شنبه                | RSO             | ۱۶٬۰۰۰٬۰۰۰    | ۱۶ × پلاتین ‡ |
| ۱۹۹۵     | Alanis Morissette        | قرص کوچک دندانه دار       | موریک           | (۱۵٬۵۵۰٬۰۰۰)  | ۱۶ پلاتین     |
| ۱۹۷۳     | پینک فلوید               | نیمه تاریک ماه            | هاروست / کپیتال | ۱۵٬۰۰۰٬۰۰۰    | ۱۵ × پلاتین   |
| ۱۹۸۴     | Bob Marley & The Wailers | افسانه                    | آیلند           | ۱۵٬۰۰۰٬۰۰۰    | ۱۵ × پلاتین   |
| ۱۹۸۴     | Bruce Springsteen        | متولد ایالات متحده آمریکا | کلمبیا          | ۱۵٬۰۰۰٬۰۰۰    | ۱۵ × پلاتین   |
| سال ۱۹۸۸ | سفر                      | عالی‌ترین بازدیدها         | کلمبیا          | ۱۵٬۰۰۰٬۰۰۰    | ۱۵ × پلاتین   |

## ۱۰–۱۴ میلیون نسخه
| سال  | هنرمند                      | آلبوم                                                                         | ناشر                                      | محموله (فروش) | گواهی‌نامه‌ها               |
| ---- | --------------------------- | ----------------------------------------------------------------------------- | ----------------------------------------- | ------------- | ------------------------- |
| ۱۹۹۴ | هوتی اند د بلوفیش           | Cracked Rear View                                                             | آتلانتیک رکوردز                           | (14,580,000)  | ۲۱× پلاتین‡               |
| ۱۹۷۲ | سایمون و گارفانکل           | Simon and Garfunkel's Greatest Hits                                           | کلمبیا رکوردز                             | ۱۴٬۰۰۰٬۰۰۰    | ۱۴× پلاتین                |
| ۱۹۷۷ | میت لوف                     | خفاش بیرون از جهنم                                                            | اپیک رکوردز                               | ۱۴٬۰۰۰٬۰۰۰    | ۱۴× پلاتین                |
| ۱۹۷۸ | استیو میلر بند              | Greatest Hits 1974–78                                                         | کپیتال رکوردز                             | ۱۴٬۰۰۰٬۰۰۰    | ۱۴× پلاتین‡               |
| ۱۹۹۹ | بکستریت بویز                | Millennium                                                                    | جایو رکوردز                               | (13,890,000)  | ۱۳× پلاتین                |
| ۱۹۹۲ | موسیقیی متن / ویتنی هیوستون | بادیگارد                                                                      | اریستا رکوردز                             | (13,450,000)  | ۱۸× پلاتین‡               |
| ۱۹۹۹ | سانتانا                     | Supernatural                                                                  | اریستا رکوردز                             | (13,110,000)  | ۱۵× پلاتین                |
| ۱۹۸۴ | ر                           | باران ارغوانی                                                                 | برادران وارنر                             | ۱۳٬۰۰۰٬۰۰۰    | ۱۳× پلاتین                |
| ۱۹۸۵ | ویتنی هیوستون               | ویتنی هیوستون                                                                 | اریستا رکوردز                             | ۱۳٬۰۰۰٬۰۰۰    | ۱۳× پلاتین                |
| ۲۰۰۰ | امینم                       | مارشال مترز ال‌پی                                                              | افترمث اینترتینمنت                        | (12,940,000)  | ۱۰× پلاتین(تا سال 2011)   |
| ۲۰۰۰ | The Beatles                 | ۱                                                                             | Apple/EMI/کپیتال رکوردز                   | (12,800,000)  | ۱۱× پلاتین(تا سال 2010)   |
| ۲۰۰۰ | انسینک                      | No Strings Attached                                                           | جایو رکوردز                               | (12,680,000)  | ۱۱× پلاتین(تا سال 2001)   |
| ۱۹۹۹ | بریتنی اسپیرز               | ... عزیزم یک بار دیگر                                                         | جایو رکوردز                               | (12,200,000)  | ۱۴× پلاتین                |
| ۱۹۶۸ | بیتلز                       | بیتلز                                                                         | کپیتال رکوردز                             | ۱۲٬۰۰۰٬۰۰۰    | ۲۴× پلاتین‡(2-دیسک آلبوم) |
| ۱۹۶۹ | The Beatles                 | ابی رود                                                                       | Apple                                     | ۱۲٬۰۰۰٬۰۰۰    | ۱۲× پلاتین                |
| ۱۹۶۹ | لد زپلین                    | لد زپلین ۲                                                                    | آتلانتیک رکوردز                           | ۱۲٬۰۰۰٬۰۰۰    | ۱۲× پلاتین                |
| ۱۹۸۰ | Kenny Rogers                | Greatest Hits                                                                 | لیبرتی رکوردز                             | ۱۲٬۰۰۰٬۰۰۰    | ۱۲× پلاتین                |
| ۱۹۸۵ | Phil Collins                | No Jacket Required                                                            | آتلانتیک رکوردز                           | ۱۲٬۰۰۰٬۰۰۰    | ۱۲× پلاتین                |
| ۱۹۸۶ | بون جووی                    | Slippery When Wet                                                             | مرکوری رکوردز                             | ۱۲٬۰۰۰٬۰۰۰    | ۱۲× پلاتین                |
| ۱۹۸۷ | دف لپارد                    | Hysteria                                                                      | مرکوری رکوردز                             | ۱۲٬۰۰۰٬۰۰۰    | ۱۲× پلاتین                |
| ۱۹۹۲ | کنی جی                      | Breathless                                                                    | اریستا رکوردز                             | ۱۲٬۰۰۰٬۰۰۰    | ۱۲× پلاتین                |
| ۱۹۹۷ | بکستریت بویز                | Backstreet Boys                                                               | جایو رکوردز                               | (11,920,000)  | ۱۴× پلاتین                |
| ۲۰۱۱ | ادل                         | ۲۱                                                                            | کلمبیا رکوردز/ایکس‌ال رکوردینگز            | (11,870,000)  | ۱۴× پلاتین‡               |
| ۱۹۹۶ | Celine Dion                 | افتادن در دام تو                                                              | اپیک رکوردز                               | (11,799,000)  | ۱۱× پلاتین                |
| ۱۹۹۹ | کرید                        | Human Clay                                                                    | Wind-up Records                           | (11,700,000)  | ۱۱× پلاتین                |
| ۱۹۷۹ | پینک فلوید                  | دیوار                                                                         | کلمبیا رکوردز/هاروست رکوردز/ئی‌ام‌آی رکوردز | ۱۱٬۵۰۰٬۰۰۰    | ۲۳× پلاتین(2-دیسک آلبوم)  |
| ۱۹۸۵ | بیلی جول                    | Greatest Hits – Volume I & Volume II                                          | کلمبیا رکوردز                             | ۱۱٬۵۰۰٬۰۰۰    | ۲۳× پلاتین(2-دیسک آلبوم)  |
| ۱۹۹۷ | Soundtrack                  | Titanic                                                                       | اپیک رکوردز                               | (11,146,000)  | ۱۱× پلاتین                |
| ۲۰۰۰ | لینکین پارک                 | نظریه دورگه                                                                   | وارنر رکوردز                              | (11,126,000)  | ۱۲× پلاتین‡               |
| ۲۰۰۲ | Norah Jones                 | Come Away with Me                                                             | بلو نت رکوردز                             | (11,100,000)  | ۱۰× پلاتین(تا سال 2005)   |
| ۱۹۶۷ | بیتلز                       | گروه کلوپ بی‌کسان گروهبان فلفل                                                 | کپیتال رکوردز                             | ۱۱٬۰۰۰٬۰۰۰    | ۱۱× پلاتین                |
| ۱۹۷۳ | لد زپلین                    | خانه‌های مقدس                                                                  | آتلانتیک رکوردز                           | ۱۱٬۰۰۰٬۰۰۰    | ۱۱× پلاتین                |
| ۱۹۷۶ | James Taylor                | Greatest Hits                                                                 | برادران وارنر                             | ۱۱٬۰۰۰٬۰۰۰    | ۱۱× پلاتین                |
| ۱۹۸۰ | اروسمیث                     | Greatest Hits                                                                 | کلمبیا رکوردز                             | ۱۱٬۰۰۰٬۰۰۰    | ۱۱× پلاتین                |
| ۱۹۸۲ | ایگلز                       | Eagles Greatest Hits, Vol. 2                                                  | Asylum                                    | ۱۱٬۰۰۰٬۰۰۰    | ۱۱× پلاتین                |
| ۱۹۸۷ | موسیقی متن                  | Dirty Dancing                                                                 | آرسی‌ای                                    | ۱۱٬۰۰۰٬۰۰۰    | ۱۱× پلاتین                |
| ۱۹۹۷ | Celine Dion                 | بیا درباره عشق حرف بزنیم                                                      | اپیک رکوردز                               | (10,711,000)  | ۱۰× پلاتین                |
| ۱۹۹۱ | نیروانا                     | بی‌خیال                                                                        | DGC Records                               | (10,700,000)  | ۱۰× پلاتین                |
| ۲۰۰۲ | امینم                       | نمایش امینم                                                                   | افترمث اینترتینمنت                        | (10,700,000)  | ۱۰× پلاتین                |
| ۱۹۹۸ | کید راک                     | Devil Without a Cause                                                         | آتلانتیک رکوردز                           | (10,610,000)  | ۱۱× پلاتین                |
| ۲۰۰۰ | بریتنی اسپیرز               | اوه!... باز هم دسته‌گل به آب دادم                                              | جایو رکوردز                               | (10,410,000)  | ۱۰× پلاتین                |
| ۱۹۹۸ | انسینک                      | *NSYNC                                                                        | آرسی‌ای                                    | (10,300,000)  | ۱۰× پلاتین                |
| ۲۰۰۴ | آشر                         | اعترافات                                                                      | اریستا رکوردز                             | (10,300,000)  | ۱۰× پلاتین                |
| ۱۹۹۸ | دیکسی چیکس                  | فضاهای خیلی باز                                                               | Monument                                  | (10,121,000)  | ۱۳× پلاتین‡               |
| ۱۹۹۱ | پرل جم                      | ده                                                                            | اپیک رکوردز                               | (10,001,000)  | ۱۳× پلاتین                |
| ۱۹۶۷ | Patsy Cline                 | Patsy Cline's Greatest Hits                                                   | دکا رکوردز                                | ۱۰٬۰۰۰٬۰۰۰    | ۱۰× پلاتین                |
| ۱۹۷۰ | الویس پرسلی                 | Elvis' Christmas Album (budget reissue of 1957 LP with altered track listing) | RCA Camden/Pickwick                       | ۱۰٬۰۰۰٬۰۰۰    | ۱۰× پلاتین                |
| ۱۹۷۱ | Carole King                 | Tapestry                                                                      | ODE                                       | ۱۰٬۰۰۰٬۰۰۰    | ۱۰× پلاتین                |
| ۱۹۷۶ | کریدنس کلیرواتر ریوایول     | Chronicle, Vol. 1                                                             | Fantasy                                   | ۱۰٬۰۰۰٬۰۰۰    | ۱۰× پلاتین‡               |
| ۱۹۷۶ | دوبی برادرز                 | Best of The Doobies                                                           | وارنر رکوردز                              | ۱۰٬۰۰۰٬۰۰۰    | ۱۰× پلاتین                |
| ۱۹۷۷ | Billy Joel                  | بیگانه                                                                        | کلمبیا رکوردز                             | ۱۰٬۰۰۰٬۰۰۰    | ۱۰× پلاتین                |
| ۱۹۷۸ | ون هیلن                     | Van Halen                                                                     | وارنر رکوردز                              | ۱۰٬۰۰۰٬۰۰۰    | ۱۰× پلاتین                |
| ۱۹۸۱ | آرای‌او اسپیدواگن            | Hi Infidelity                                                                 | اپیک رکوردز                               | ۱۰٬۰۰۰٬۰۰۰    | ۱۰× پلاتین‡               |
| ۱۹۸۳ | دف لپارد                    | Pyromania                                                                     | مرکوری رکوردز                             | ۱۰٬۰۰۰٬۰۰۰    | ۱۰× پلاتین                |
| ۱۹۸۳ | Lionel Richie               | Can't Slow Down                                                               | موتاون                                    | ۱۰٬۰۰۰٬۰۰۰    | ۱۰× پلاتین                |
| ۱۹۸۳ | زی‌زی تاپ                    | Eliminator                                                                    | وارنر رکوردز                              | ۱۰٬۰۰۰٬۰۰۰    | ۱۰× پلاتین                |
| ۱۹۸۴ | مدونا                       | مثل یک باکره                                                                  | Sire                                      | ۱۰٬۰۰۰٬۰۰۰    | ۱۰× پلاتین                |
| ۱۹۸۴ | ون هیلن                     | 1984 (MCMLXXXIV)                                                              | وارنر رکوردز                              | ۱۰٬۰۰۰٬۰۰۰    | ۱۰× پلاتین                |
| ۱۹۸۶ | بیستی بویز                  | Licensed to Ill                                                               | دف جم رکوردینگز                           | ۱۰٬۰۰۰٬۰۰۰    | ۱۰× پلاتین                |
| ۱۹۸۷ | Michael Jackson             | بد                                                                            | اپیک رکوردز                               | ۱۰٬۰۰۰٬۰۰۰    | ۱۰× پلاتین‡               |
| ۱۹۸۷ | George Michael              | ایمان                                                                         | کلمبیا رکوردز                             | ۱۰٬۰۰۰٬۰۰۰    | ۱۰× پلاتین                |
| ۱۹۸۷ | یوتو                        | درخت جاشوا                                                                    | آیلند رکوردز                              | ۱۰٬۰۰۰٬۰۰۰    | ۱۰× پلاتین                |
| ۱۹۸۹ | Garth Brooks                | Garth Brooks                                                                  | کپیتال رکوردز                             | ۱۰٬۰۰۰٬۰۰۰    | ۱۰× پلاتین                |
| ۱۹۹۰ | مدونا                       | The Immaculate Collection                                                     | Sire                                      | ۱۰٬۰۰۰٬۰۰۰    | ۱۰× پلاتین                |
| ۱۹۹۰ | ام‌سی همر                    | Please Hammer, Don't Hurt 'Em                                                 | کپیتال رکوردز                             | ۱۰٬۰۰۰٬۰۰۰    | ۱۰× پلاتین                |
| ۱۹۹۳ | گارث بروکس                  | In Pieces                                                                     | کپیتال رکوردز                             | ۱۰٬۰۰۰٬۰۰۰    | ۱۰× پلاتین                |